# Drifting

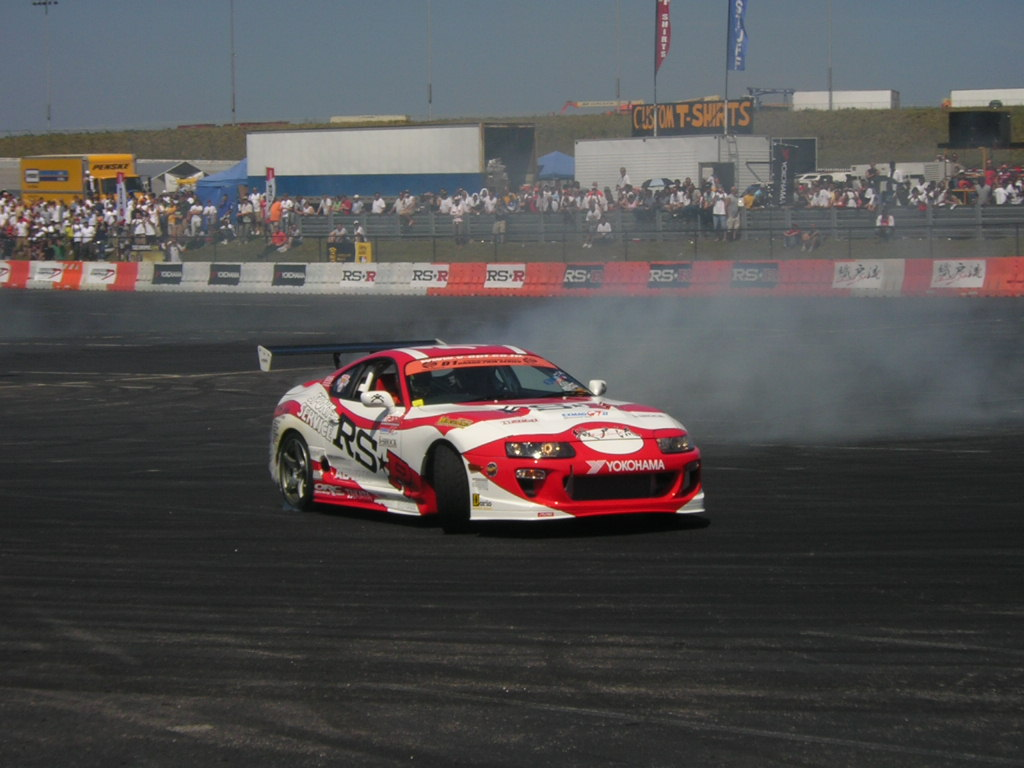
Competizione di drifting ad Atlanta nel 2005.

Schema di progressione di un drifting

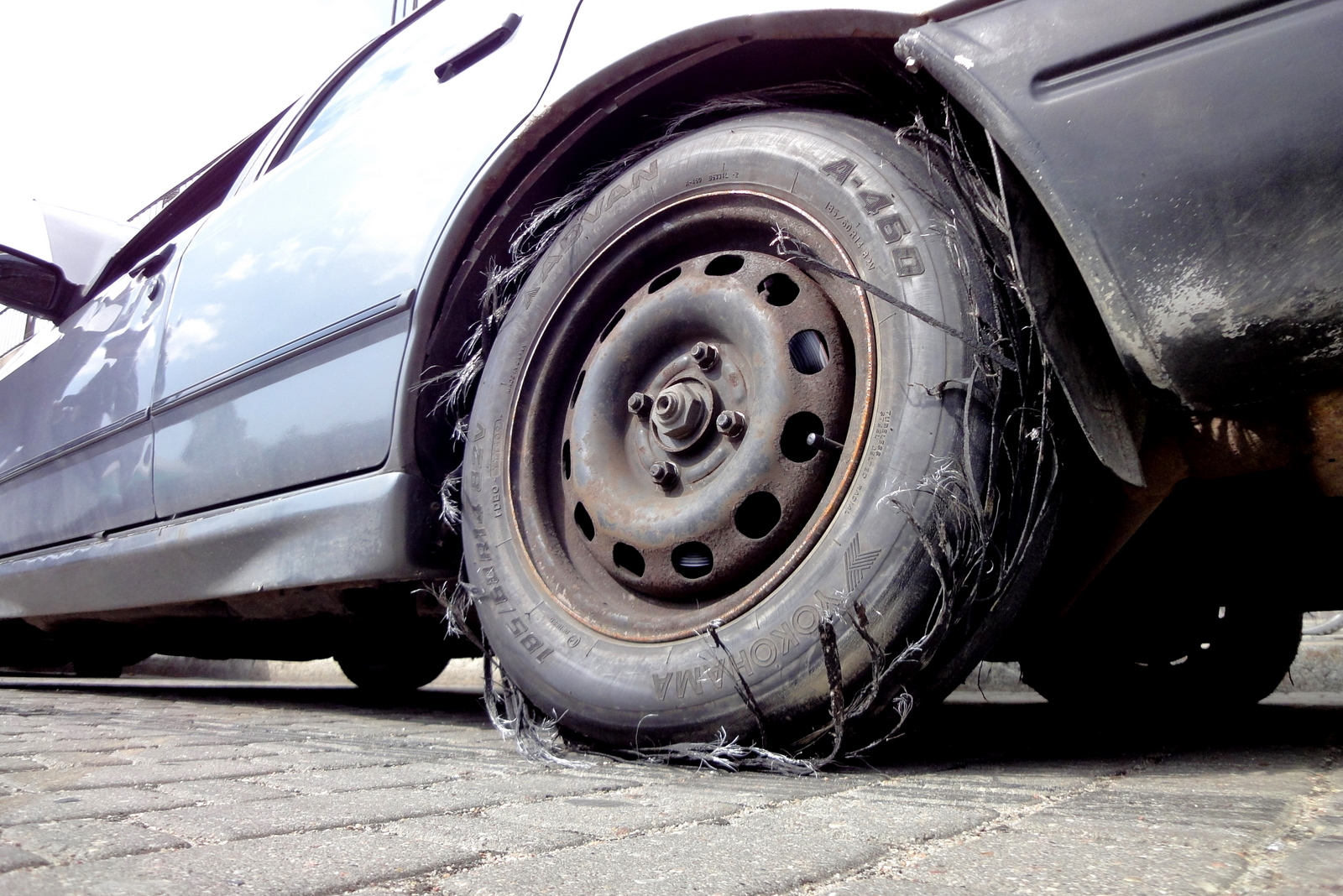
Pneumatico dopo un drift

Il drifting (letteralmente andare alla deriva) è una disciplina sportiva facente parte dell'automobilismo. Si tratta di una competizione di abilità, che solitamente si effettua con auto derivate da modelli stradali. Le gare si svolgono generalmente in autodromo, ma possono anche svolgersi su strada pubblica chiusa al traffico. I concorrenti non devono dimostrare di essere più veloci degli avversari, bensì più abili nel controllare il veicolo in perdita di aderenza dell'asse posteriore rispettando però determinate regole. Ciò che determina la prestazione del concorrente è il voto espresso dalla giuria, composta da un gruppo di esperti del settore che dà un giudizio su ogni caratteristica della performance.

## Valutazione del Drifting
La disciplina consiste in un percorso composto da curve e controcurve di vario raggio da effettuare con il veicolo in estremo sovrasterzo, senza generare un testacoda né finire fuori strada e/o picchiare rispettando queste regole: 
1. Mai far riprendere aderenza alle ruote posteriori, pena azzeramento del voto. Anche nel passaggio da una curva destra ad una a sinistra o viceversa o nei tratti rettilinei tra una curva ed un'altra l'asse posteriore non deve mai riprendere aderenza. La sbandata deve essere mantenuta nei rettilinei e creata dai trasferimenti di carico attraverso i cambi di direzione.
2. Mai riallineare le ruote anteriori con l'asse longitudinale del veicolo o addirittura generare sottosterzo, pena azzeramento del voto.
3. Anticipare il più possibile (dopo aver acquistato adeguata velocità) l'ingresso della prima curva: più metri si percorrono in derapata più punti si prendono.
4. Mantenere lungo tutto il tracciato il maggior angolo di sbandata possibile in ogni singola curva. Più la vettura si avvicina ad un angolo di 90 gradi rispetto alla carreggiata più punti si prendono. Mantenere anche il maggior angolo di controsterzo possibile.
5. Seguire la traiettoria ideale da velocità, calcolando però che la vettura occupa una porzione di strada maggiore e che quindi le singole corde delle curve saranno a volte anticipate rispetto a quando vengono effettuate mantenendo una piena aderenza.
6. Passare il più vicino possibile con l'avantreno o con il retrotreno ai Clipping Point, che sono dei punti ben precisi posti all'esterno o all'interno della curva. A volte sono semplici birilli, a volte sono ostacoli solidi presenti nell'autodromo, come muri o guardrail. I Clipping Point non possono essere toccati.
7. Eseguire il tutto con la maggior fluidità e velocità possibile, rispettando tutte le singole regole precedenti. Non si prenderà un buon punteggio effettuando il percorso più velocemente di un altro ma mantenendo un angolo di sbandata irrisorio, che permette maggiore trazione ma meno difficoltà. Per fluidità, invece, si intende eseguire il tutto mantenendo una guida più pulita possibile senza troppe correzioni e movimenti dello sterzo e dell'auto. Ciò necessita quindi enorme controllo del veicolo da parte del pilota.
8. Mantenersi il più possibile vicino al concorrente davanti (nelle sfide uno contro uno) senza toccarlo, portiera contro portiera.

Tutti questi parametri saranno valutati dalla giuria e determineranno il voto finale.

## Origine
Nonostante la credenza popolare che il drifting abbia avuto origine nel Giappone degli anni '70, questa tecnica di guida è stata praticata per la prima volta in Europa prima del 1950. Secondo Enzo Ferrari, il pilota italiano Tazio Nuvolari è stato l'inventore del drift a quattro ruote.
Successivamente, il pilota automobilistico britannico Stirling Moss ha migliorato la tecnica di Nuvolari, padroneggiando l'arte di derapare tra le curve nelle gare di Formula 1 sterzando con il pedale dell'acceleratore. Più recentemente, il drifting come competizione specializzata è diventato popolare in Giappone.  Era molto popolare nelle gare dell'All Japan Touring Car Championship. Famoso motociclista diventato pilota Kunimitsu Takahashi è stato il principale creatore di tecniche di drifting negli anni '70. Questo gli è valso diversi campionati e una legione di tifosi che si sono goduti lo spettacolo delle gomme fumanti. Gli pneumatici da corsa a tele diagonali degli anni '60 e '80 si prestavano a stili di guida con un elevato angolo di slittamento. Come i corridori professionisti in Giappone guidavano in questo modo, così facevano i corridori su strada. Keiichi Tsuchiya, noto come "Drift King" (ド リ フ ト キ ン グ, Dorifuto Kingu), divenne particolarmente interessato alle tecniche di deriva di Takahashi. Tsuchiya iniziò a praticare le sue abilità di derapata sulle strade di montagna del Giappone e si guadagnò rapidamente una reputazione tra il pubblico delle corse. Nel 1987, diverse famose riviste automobilistiche e officine di tuning accettarono di produrre un video delle abilità alla deriva di Tsuchiya. Il video, noto come Pluspy,  è diventato un successo e ha ispirato molti dei piloti professionisti di drifting sui circuiti di oggi. Nel 1988, insieme al fondatore e capo redattore della rivista OptionDaijiro Inada, ha contribuito a organizzare uno dei primi eventi specifici per il drifting chiamato Ikaten (abbreviazione di Ikasu Hashiriya Team Tengoku). Ha anche attraversato ogni curva del circuito di Tsukuba.

## Descrizione
Le competizioni della disciplina drifting permettono turni di prove libere prima della gara in cui, come nelle gare di velocità, i concorrenti familiarizzano con il circuito. Le gare si svolgono prima con turni singoli, in cui ogni pilota viene giudicato singolarmente. I migliori sedici (o trentadue, a seconda del numero totale dei partecipanti) passano il turno, mentre gli altri vengono eliminati. Da lì in poi i turni non sono più singoli ma doppi: un concorrente sfida un altro ed il vincitore passa il turno entrando nei migliori otto. Il perdente viene eliminato e così si continua fino alla finale. Nelle sfide si corre in due, dove nel primo turno un'auto sta davanti e l'altra dietro e nel secondo si invertono le posizioni. L'obiettivo non è sorpassare l'avversario, ma stargli il più vicino possibile senza toccarlo.
A diversi anni dalla nascita del drifting, oggi si possono contare oltre duecento competizioni internazionali (tra le quali circa centocinquanta in Giappone) nel solo utilizzo di questa tecnica, dove i concorrenti eseguono dei giri di pista in questo modo e i giudici valutano l'esibizione assegnando un punteggio in base all'inclinazione raggiunta rispetto alla traiettoria della curva, la durata della sbandata e altri parametri, per stabilire il vincitore (vedi primo paragrafo).
Alcuni dei modelli di auto che più si prestano a questa spettacolare disciplina motoristica sono la Mazda MX-5, la Mazda RX-7, la Mazda RX-8, la Toyota GT86, la Nissan Silvia S15 e precedenti versioni, la Nissan 350Z, la Nissan Skyline GT-R (R32, R33 e R34), la Subaru Impreza, Subaru BRZ, la Toyota Supra, la BMW M3 (E36 ed E46), la Toyota Corolla Sprinter Trueno, la Dodge Viper SRT, la Ford Mustang e la Maserati Quattroporte e persino delle Ferrari (599 gtb). Più in generale, sono necessarie macchine a trazione posteriore (ovvero che fanno girare le sole ruote posteriori), permettendo alla vettura un movimento denominato "derapata". La derapata è possibile quando il differenziale posteriore, l'ingranaggio che consente la giusta ripartizione della potenza alle ruote posteriori in curva, viene bloccato in modo che la ripartizione di potenza non avvenga e la ruota interna alla curva incominci a slittare favorendo il sovrasterzo.

## Lista di campionati didrifting
- D1 Grand Prix, Giappone, 2000-
- Formula Drift, Australia, 2002-
- U.S.Drift, Stati Uniti, 2002-
- Autoglym Drift Championship (era UKD1), Regno Unito, 2002-2005; sostituito dalla serie D1GB
- Drift Nationals Championship, Australia, 2003-
- D1NZ, Nuova Zelanda, 2003-
- Drift Showoff, Stati Uniti, 2003-
- Formula D, Stati Uniti, 2004-
- SCDT-SoloCurveDiTraverso, Italia, 2004-2016
- D1 Grand Prix, Malaysia, 2006-
- Super Drift Championship, Australia, 2006-
- Drift Australia Championship, Australia, 2006-
- Drift Fest, Stati Uniti, 2006-
- D1GB National Series, Gran Bretagna, 2006-
- King of Italy Drift Championship, Italia, 2016-2018
- CID Campionato Italiano Drifting AciSport Italia, 2019-
- R3 Street Shoot-Out, Malaysia
- Advan Drift Meeting, Giappone
- A'pex Cup - Giappone
- ORC Drift Championship, Giappone
- BN Sports D1 Drift Championship, Giappone
- IDA (NSW Championship), Australia
- Eurodrift Series, Europa
- Prodrift (era D1 IRL), Irlanda del Nord
- DM1 (DriftMania), Canada
- Sport Auto DriftChallenge, Germania

## Tecnica
Per eseguire un drift è necessario innanzitutto provocare una sbandata, o in gergo automobilistico traverso, del posteriore del veicolo. Una volta provocata la perdita di aderenza è comunque necessario controllare l'auto in base al raggio della curva, cercando di percorrere la traiettoria ideale che è simile a quella da velocità, passando inoltre il più vicino possibile a punti esterni o interni alla curva detti clipping point. A volte il clipping point può essere un birillo, a volte un muro.
Importantissima è inoltre la tecnica detta transitorio, che consiste nel passare da una curva ad un'altra opposta senza far riprendere aderenza al posteriore. Per farlo è necessario provocare una sorta di "effetto molla": mentre ci si trova in pieno controsterzo in una curva a sinistra e si intende continuare nella successiva a destra, si decelera bruscamente e/o si toglie angolo allo sterzo (il tutto con adeguato anticipo, poiché la corda della curva si trova più indietro rispetto alla traiettoria classica da velocità), provocando così una violenta sbandata in direzione opposta. Dal momento che risulta impossibile controsterzare in così poco tempo, si lasciano sterzare le ruote nella direzione opposta grazie alla forza rilasciata dal cambio di direzione. Si bloccherà poi lo sterzo nel momento esatto che permetterà all'auto di continuare la sbandata.
Queste invece sono le tecniche con cui si può ottenere la perdita di aderenza iniziale al posteriore:

### Tecniche statiche

#### Freno a mano
La tecnica del freno a mano, molto usata da chi è alle prime armi, consiste nell'azionare la leva del freno a mano in ingresso di curva, in modo da bloccare l'asse posteriore del veicolo, facendo perdere aderenza alle ruote che slitteranno verso l'esterno della curva. Una volta innescata la sbandata il freno deve essere rilasciato, ma può essere mantenuto per alcuni secondi se lo si aziona molto in anticipo rispetto alla curva in modo da raggiungere così la corda. Da ricordare che più si anticipa un ingresso, più punti si accumulano, ma è il più facile da attuare (anche se non da controllare). Sulle vetture a trazione posteriore o integrale, bisogna premere la frizione prima e durante l'uso del freno a mano.

#### Blocco del ponte
Il blocco del ponte, in inglese shift lock, consiste nell'arrivare in prossimità della curva con una marcia superiore a quella da utilizzare per la percorrenza, preparare durante la frenata la marcia inferiore e, a curva iniziata, rilasciare di scatto la frizione. Questo provocherà un repentino blocco del o degli assi, con effetti analoghi a quelli del freno a mano, ma con maggiore perdita di velocità ed il vantaggio di avere subito a disposizione la potenza per mantenere la sbandata.

#### Sovrasterzo di potenza
Il sovrasterzo di potenza, in inglese power slide (letteralmente scivolamento di potenza) consiste semplicemente nello sfruttare la coppia del motore per far pattinare le gomme e provocare così una perdita di aderenza dell'auto. Questa tecnica è semplice da attuare ma difficile da controllare.
Consiste in pratica nell'arrivare in prossimità di una curva a una velocità più alta della percorrenza della stessa, per poi accelerare più o meno decisamente in base alle prestazioni dell'auto e contemporaneamente sterzare leggermente nel senso della curva. Questo permetterà la perdita di aderenza del posteriore per slittamento. Senza un adeguato trasferimento di carico non è possibile anticipare di molto l'ingresso.

### Tecniche dinamiche
Prendono questa denominazione causa del trasferimento di carico richiesto.

#### Frenata in curva
La frenata in curva consiste nel provocare un forte trasferimento di carico immediatamente prima della sterzata, in modo da alleggerire la parte posteriore e fare in modo che questa slitti verso l'esterno della curva quando il gas sarà aperto. Tecnicamente, si esegue prolungando la frenata un po' oltre l'inizio della sterzata, facendo attenzione a non far bloccare le ruote anteriori per una eccessiva pressione sul pedale, e aprendo poi il gas provocando un eccesso di potenza.

#### Pendolo o drift inerziale (completo)
Il pendolo è una manovra che deriva dal mondo dei rally, ma estremizzata nell'intensità e nell'angolo di derapata e consiste fondamentalmente in un transitorio effettuato in un tratto rettilineo precedente la curva. Si tratta quindi di provocare una sbandata in direzione opposta alla curva seguita subito dopo da una sbandata nella direzione della curva, in modo da ottenere una controsbandata di intensità doppia rispetto alla prima.
Questo accade perché con la prima sbandata si ha un carico delle sospensioni interne alla curva, e quando si effettua la controsbandata si ha un aumento del carico delle sospensioni all'esterno della curva, grazie anche alla spinta che si sprigiona da quelle interne, che si estendono violentemente facendo rollare maggiormente l'auto. Questa tecnica è utilizzata anche nei rettilinei, prima o dopo una curva, per permettere al veicolo di non riprendere mai aderenza.

#### Rilascio
Il rilascio, o drifting dinamico, è una tecnica che dipende molto dalle qualità del veicolo che si sta guidando. Infatti utilizza la scarsa stabilità di un veicolo quando si rilascia il pedale del gas e si sterza improvvisamente. Con veicoli opportunamente modificati, la manovra provocherà una sbandata del posteriore molto progressiva.
Una volta provocata la perdita di aderenza, per mantenerla è necessario il dosaggio dell'acceleratore e dello sterzo. Con lo sterzo si controsterza, ovvero si fa in modo che le ruote anteriori continuino a seguire la traiettoria della curva, in modo da contrastare la tendenza a chiudere la curva dovuta al sovrasterzo. Allo stesso tempo con l'uso dell'acceleratore e del freno si controllano i trasferimenti di carico per mantenere la macchina di traverso. Se la sbandata accenna a diminuire, si decelera o frena leggermente in modo da spostare il peso verso l'anteriore. Questo alleggerisce il posteriore permettendo di aumentare la sbandata. In alternativa si può accelerare a fondo (se il veicolo ha molta coppia) per aumentare il pattinamento delle ruote posteriori. Al contrario, nel caso la sbandata diventi eccessiva non bisogna assolutamente frenare, ma dosare attentamente l'acceleratore per far recuperare l'aderenza alle ruote posteriori. Questo però risulta molto difficile con mezzi molto potenti, in quanto le gomme continuano a pattinare e bisogna essere molto abili nel controsterzo per controllare la sbandata.

## RC Drifting
L'RC Drift unisce il drifting agli automodelli radiocomandati (RC) così da unire le due passioni.
Diffuso già in Giappone e in America, inizia a diffondersi anche in Europa.
Si possono utilizzare automodelli elettrici o a miscela, spesso però si utilizzano quelli elettrici per la facilità d'uso e per l'ottimo controllo a bassi regimi.
Le RC da drift sono quasi uguali alle rc on-road con delle piccole modifiche su assetto, differenziali, gomme, motori, regolatori, trasmissione e impianto frenante.